# Restoration Ecology
Restoration Ecology (abrégé en Restor. Ecol.) est une revue scientifique à comité de lecture de la Society for Ecological Restoration qui traite de tous les aspects de l'écologie de rétablissement. L’objectif de la revue est de favoriser les échanges et l’expertise entre les différentes disciplines qui interviennent dans la restauration des milieux naturels.
D'après le Journal Citation Reports, le facteur d'impact de ce journal était de 1,665 en 2009. Actuellement, le directeur de publication est Richard Hobbs (Université d'Australie-Occidentale, Australie).